# Liste des porte-drapeaux à la cérémonie d'ouverture des Jeux olympiques d'hiver de 2018
Cet article répertorie la liste des porte-drapeaux lors de la cérémonie d'ouverture des Jeux olympiques d'hiver de 2018 à Pyeongchang en Corée du Sud qui se déroule le 9 février 2018 au stade olympique de Pyeongchang à 20h00 heure locale.
Cette liste est classée dans l'ordre dans lequel les délégations nationales ont défilé. Conformément à la tradition, la délégation ouvrant la marche est celle de la Grèce, en sa qualité de pays fondateur des Jeux olympiques, et la dernière, clôturant la parade, est celle du pays hôte, ici la Corée du Sud. Comme toujours, l'ensemble des autres comités nationaux défilent dans l'ordre alphabétique de la langue de la nation organisatrice des Jeux, le coréen.
Israël est entré après l'Italie, et non selon l'ordre originel après l'Iran, en raison de relations hostiles avec l'Iran. La Macédoine est entrée après la France sous le nom d’Ancienne République yougoslave de Macédoine, en conséquence du différend portant le nom de la Macédoine avec la Grèce.

## Liste des porte-drapeaux
Chaque ligne indique le nom du porte-drapeau, sa discipline et la délégation qu'il représente :
| Ordre | CNO                           | Nom en coréen                    | Porte-drapeau                                               | Discipline                           |
| ----- | ----------------------------- | -------------------------------- | ----------------------------------------------------------- | ------------------------------------ |
| 1     | Grèce                         | 그리스                           | Sofía Rálli                                                 | Ski alpin                            |
| 2     | Ghana                         | 가나                             | Akwasi Frimpong                                             | Skeleton                             |
| 3     | Nigeria                       | 나이지리아                       | Ngozi Onwumere                                              | Bobsleigh                            |
| 4     | Afrique du Sud                | 남아프리카 공화국                | Connor Wilson                                               | Ski alpin                            |
| 5     | Pays-Bas                      | 네덜란드                         | Jan Smeekens                                                | Patinage de vitesse                  |
| 6     | Norvège                       | 노르웨이                         | Emil Hegle Svendsen                                         | Biathlon                             |
| 7     | Nouvelle-Zélande              | 뉴질랜드                         | Beau-James Wells                                            | Ski acrobatique                      |
| 8     | Danemark                      | 덴마크                           | Elena Møller Rigas                                          | Patinage de vitesse                  |
| 9     | Allemagne                     | 독일                             | Eric Frenzel                                                | Combiné nordique                     |
| 10    | Timor oriental                | 동티모르                         | Yohan Goutt Goncalves                                       | Ski alpin                            |
| 11    | Lettonie                      | 라트비아                         | Daumants Dreiškens                                          | Bobsleigh                            |
| 12    | Liban                         | 레바논                           | Samer Tawk                                                  | Ski de fond                          |
| 13    | Roumanie                      | 루마니아                         | Marius Ungureanu                                            | Biathlon                             |
| 14    | Luxembourg                    | 룩셈부르크                       | Matthieu Osch                                               | Ski alpin                            |
| 15    | Lituanie                      | 리투아니아                       | Tomas Kaukėnas                                              | Biathlon                             |
| 16    | Liechtenstein                 | 리히텐슈타인                     | Marco Pfiffner                                              | Ski alpin                            |
| 17    | Madagascar                    | 마다가스카르                     | Mialitiana Clerc                                            | Ski alpin                            |
| 18    | Malaisie                      | 말레이시아                       | Julian Yee                                                  | Patinage artistique                  |
| 19    | Mexique                       | 멕시코                           | Germán Madrazo                                              | Ski alpin                            |
| 20    | Monaco                        | 모나코                           | Rudy Rinaldi                                                | Bobsleigh                            |
| 21    | Maroc                         | 모로코                           | Samir Azzimani                                              | Ski de fond                          |
| 22    | Monténégro                    | 몬테네그로                       | Jelena Vujičić                                              | Ski alpin                            |
| 23    | Moldavie                      | 몰도바                           | Nicolae Gaiduc                                              | Ski de fond                          |
| 24    | Malte                         | 몰타                             | Élise Pellegrin                                             | Ski alpin                            |
| 25    | Mongolie                      | 몽골                             | Achbadrakh Batmunkh                                         | Ski de fond                          |
| 26    | États-Unis                    | 미국                             | Erin Hamlin                                                 | Luge                                 |
| 27    | Bermudes                      | 버뮤다                           | Tucker Murphy                                               | Ski de fond                          |
| 28    | Belgique                      | 벨기에                           | Seppe Smits                                                 | Snowboard                            |
| 29    | Biélorussie                   | 벨라루스                         | Ala Tsuper                                                  | Ski acrobatique                      |
| 30    | Bosnie-Herzégovine            | 보스니아 헤르체고비나            | Elvedina Muzaferija                                         | Ski alpin                            |
| 31    | Bolivie                       | 볼리비아                         | Simon Breitfuss Kammerlander                                | Ski alpin                            |
| 32    | Bulgarie                      | 불가리아                         | Radoslav Yankov                                             | Snowboard                            |
| 33    | Brésil                        | 브라질                           | Édson Bindilatti                                            | Bobsleigh                            |
| 34    | Saint-Marin                   | 산마리노                         | Alessandro Mariotti                                         | Ski alpin                            |
| 35    | Serbie                        | 세르비아                         | Nevena Ignjatović                                           | Ski alpin                            |
| 36    | Suède                         | 스웨덴                           | Niklas Edin                                                 | Curling                              |
| 37    | Suisse                        | 스위스                           | Dario Cologna                                               | Ski de fond                          |
| 38    | Espagne                       | 스페인                           | Lucas Eguibar                                               | Snowboard                            |
| 39    | Slovaquie                     | 슬로바키아                       | Veronika Velez Zuzulová                                     | Ski alpin                            |
| 40    | Slovénie                      | 슬로베니아                       | Vesna Fabjan                                                | Ski de fond                          |
| 41    | Singapour                     | 싱가포르                         | Cheyenne Goh                                                | Patinage de vitesse sur piste courte |
| 42    | Arménie                       | 아르메니아                       | Mikayel Mikayelyan                                          | Ski de fond                          |
| 43    | Argentine                     | 아르헨티나                       | Sebastiano Gastaldi                                         | Ski alpin                            |
| 44    | Islande                       | 아이슬란드                       | Freydís Halla Einarsdóttir                                  | Ski alpin                            |
| 45    | Irlande                       | 아일랜드                         | Seamus O'Connor                                             | Snowboard                            |
| 46    | Azerbaïdjan                   | 아제르바이잔                     | Patrick Brachner                                            | Ski alpin                            |
| 47    | Andorre                       | 안도라                           | Irineu Esteve Altimiras                                     | Ski de fond                          |
| 48    | Albanie                       | 알바니아                         | Suela Mehilli                                               | Ski alpin                            |
| 49    | Érythrée                      | 에리트레아                       | Shannon-Ogbani Abeda                                        | Ski alpin                            |
| 50    | Estonie                       | 에스토니아                       | Saskia Alusalu                                              | Patinage de vitesse                  |
| 51    | Équateur                      | 에콰도르                         | Klaus Jungbluth                                             | Ski de fond                          |
| 52    | Grande-Bretagne               | 영국                             | Elizabeth Yarnold                                           | Skeleton                             |
| 53    | Australie                     | 오스트레일리아                   | Scotty James                                                | Snowboard                            |
| 54    | Autriche                      | 오스트리아                       | Anna Veith                                                  | Ski alpin                            |
| 55    | Athlètes olympiques de Russie | 러시아 출신 올림픽 선수          | Volontaire                                                  | aucun                                |
| 56    | Ouzbékistan                   | 우즈베키스탄                     | Komiljon Tukhtaev                                           | Ski alpin                            |
| 57    | Ukraine                       | 우크라이나                       | Olena Pidhrushna                                            | Biathlon                             |
| 58    | Iran                          | 이란                             | Samaneh Beyrami Baher                                       | Ski de fond                          |
| 59    | Italie                        | 이탈리아                         | Arianna Fontana                                             | Patinage de vitesse sur piste courte |
| 60    | Israël                        | 이스라엘                         | Olexiy Bytchenko                                            | Patinage artistique                  |
| 61    | Inde                          | 인도                             | Shiva Keshavan                                              | Luge                                 |
| 62    | Japon                         | 일본                             | Noriaki Kasai                                               | Saut à ski                           |
| 63    | Jamaïque                      | 자메이카                         | Jazmine Fenlator                                            | Bobsleigh                            |
| 64    | Géorgie                       | 조지아                           | Moris Kvitelashvili                                         | Patinage artistique                  |
| 65    | Chine                         | 중국                             | Zhou Yang                                                   | patinage de vitesse sur piste courte |
| 66    | République tchèque            | 체코                             | Eva Samková                                                 | Snowboard                            |
| 67    | Chili                         | 칠레                             | Henrik von Appen                                            | Ski alpin                            |
| 68    | Kazakhstan                    | 카자흐스탄                       | Abzal Azhgaliyev                                            | Patinage de vitesse sur piste courte |
| 69    | Canada                        | 캐나다                           | Scott Moir et Tessa Virtue                                  | Patinage artistique                  |
| 70    | Kenya                         | 케냐                             | Sabrina Simader                                             | Ski alpin                            |
| 71    | Kosovo                        | 코소보                           | Albin Tahiri                                                | Ski alpin                            |
| 72    | Colombie                      | 콜롬비아                         | Pedro Causil                                                | Patinage de vitesse                  |
| 73    | Croatie                       | 크로아티아                       | Natko Zrnčić-Dim                                            | Ski alpin                            |
| 74    | Kirghizistan                  | 키르기스스탄                     | Tariel Zharkymbaev                                          | Ski de fond                          |
| 75    | Chypre                        | 키프로스                         | Dinos Lefkaritis                                            | Ski alpin                            |
| 76    | Taipei chinois                | 차이니스 타이베이                | Lien Te-an                                                  | Luge                                 |
| 77    | Thaïlande                     | 태국                             | Mark Chanloung                                              | Ski de fond                          |
| 78    | Turquie                       | 터키                             | Fatih Arda İpcioğlu                                         | Saut à ski                           |
| 79    | Togo                          | 토고                             | Mathilde-Amivi Petitjean                                    | Ski de fond                          |
| 80    | Tonga                         | 통가                             | Pita Taufatofua                                             | Ski de fond                          |
| 81    | Pakistan                      | 파키스탄                         | Muhammad Karim                                              | Ski alpin                            |
| 82    | Portugal                      | 포르투갈                         | Kequyen Lam                                                 | Ski de fond                          |
| 83    | Pologne                       | 폴란드                           | Zbigniew Bródka                                             | Patinage de vitesse                  |
| 84    | Porto Rico                    | 푸에르토리코                     | Charles Flaherty                                            | Ski alpin                            |
| 85    | France                        | 프랑스                           | Martin Fourcade                                             | Biathlon                             |
| 86    | ARY Macédoine                 | 구유고슬라비아 마케도니아 공화국 | Stavre Jada                                                 | Ski de fond                          |
| 87    | Finlande                      | 핀란드                           | Janne Ahonen                                                | Saut à ski                           |
| 88    | Philippines                   | 필리핀                           | Asa Miller                                                  | Ski alpin                            |
| 89    | Hongrie                       | 헝가리                           | Konrád Nagy                                                 | Patinage de vitesse                  |
| 90    | Hong Kong                     | 홍콩 차이나                      | Arabella Ng                                                 | Ski alpin                            |
| 91    | Corée                         | 코리아                           | Won Yun-jong (Corée du Sud) Hwang Chung-gum (Corée du Nord) | Bobsleigh Hockey sur glace           |